# Stefan Gieren
Stefan Gieren é um cineasta alemão. Como reconhecimento, foi nomeado ao Oscar 2012 na categoria de Melhor Curta-metragem por Raju.